# West Okoboji
West Okoboji és una població dels Estats Units a l'estat d'Iowa. Segons el cens del 2000 tenia 432 habitants.

## Demografia
Segons el cens del 2000, West Okoboji tenia 432 habitants, 216 habitatges, i 130 famílies. La densitat de població era de 134,5 habitants/km².
Dels 216 habitatges en un 28,2% hi vivien nens de menys de 18 anys, en un 42,6% hi vivien parelles casades, en un 15,7% dones solteres, i en un 39,4% no eren unitats familiars. En el 34,3% dels habitatges hi vivien persones soles el 20,4% de les quals corresponia a persones de 65 anys o més que vivien soles. El nombre mitjà de persones vivint en cada habitatge era de 2 i el nombre mitjà de persones que vivien en cada família era de 2,5.
Per edats la població es repartia de la següent manera: un 22% tenia menys de 18 anys, un 13,4% entre 18 i 24, un 15% entre 25 i 44, un 25% de 45 a 60 i un 24,5% 65 anys o més.
L'edat mediana era de 45 anys. Per cada 100 dones de 18 o més anys hi havia 71,1 homes.
La renda mediana per habitatge era de 32.083 $ i la renda mediana per família de 41.250 $. Els homes tenien una renda mediana de 32.500 $ mentre que les dones 18.750 $. La renda per capita de la població era de 24.853 $. Entorn del 16,2% de les famílies i el 16,3% de la població estaven per davall del llindar de pobresa.

## Poblacions més properes
El següent diagrama mostra les poblacions més properes.